# پوللی تپه ۱
پوللی تپه ۱ در استان قزوین، شهرستان قزوین، بخش طارم سفلی، روستای حصار واقع شده و این اثر در تاریخ ۲۸ فروردین ۱۳۸۰ با شمارهٔ ثبت ۳۷۳۶ به‌عنوان یکی از آثار ملی ایران به ثبت رسیده است.